# 查茨沃斯 (愛荷華州)
查茨沃思（英語：Chatsworth）是一個位於美國愛荷華州蘇縣的城市。

## 地理
查茨沃思的座標為42°54′57″N 96°30′58″W / 42.91583°N 96.51611°W，而該地的平均海拔高度為354米（即1161英尺）。

## 人口
根據2010年美國人口普查的數據，查茨沃思的面積為1.27平方千米，當中陸地面積為1.27平方千米，而水域面積為0.00平方千米。當地共有人口79人，而人口密度為每平方千米62人。